# Румен Пенін
Румен Любенов Пенін (болг. Румен Любенов Пенин, 27 травня 1958, Септемврі) — болгарський географ, професор кафедри ландшафтознавства й охорони довкілля геолого-географічного факультету Софійського університету з 2006 по 2014 рік,
доктор Московського державного університету; автор серії книг, підручників, монорафій і наукових статей,
фотовиставок «Географія як пригода, географія як подорож» і «Географія — подорож і пригода», у понад 100 місцях у Болгарії; голова організаційного комітету Болгарського географічного фестивалю.

## Біографія
Народився 27 травня 1958 року у місті Септемврі, там закінчив середню школу. Навчався у 1978—1983 роках у Софійському університеті за спеціальністю «Географія», випускник кафедри ландшафтознавства й охорони довкілля. З 1983 по 1985 роки викладав географію в 7-й середній школі імені Святих Семичисленників, а також був асистентом викладача фізичної географії Болгарії в Софійському університеті. З 1985 року аспірант кафедри геохімії ландшафтів і географії ґрунтів Географічного факультету МДУ, у 1989 році захистив кандидатську дисертацію «Ландшафтно-геохімічна оцінка заповідних територій Південно-Західної Болгарії», присвячену геоекологічним проблемам басейну річки Струма.
У 1989 році призначений асистентом кафедри ландшафтознавства й охорони довкілля, вів практичні та лекційні заняття з дисциплін «Геохімія ландшафтів», «Фізична географія континентів», «Фізична географія Болгарії», «Фізична географія Балканського півострова», «Природне середовище для розвитку туризму», «Польові та лабораторні методи геохімії ландшафтів», «Геоекологічні проблеми й охоронні природні території у світі». В 1997 році став доцентом, у 2013 — професором кафедри. Керував магістратурою «Фізична географія та ландшафтна екологія» на геолого-географічному факультеті Софійського університету в 2003—2006 роках, науковий керівник понад 40 дипломантів. Вів наукові навчальні практики й організовував навчально-пізнавальні екскурсії в Болгарію і за кордон для студентів геолого-географічного факультету.

## Наукова діяльність
Пенін брав участь у ряді міжнародних і національних конгресів, симпозіумів і конференцій, виступав з доповідями. В 1992 році брав участь у XVII Міжнародному географічному конгресі у Вашингтоні (США), у 1994 — в XV Міжнародному конгресі ґрунтознавчих наук в Акапулько (Мексика). Учасник міжнародних географічних експедицій на Кавказ (1987), в пустелю Гобі (1990), на Ладозьке озеро (1991, 1992, 2005, 2007), болгарські гори Рила (1994), грецькі гори Фалакро й Афон, болгарські вершини Берковска, Козниця, Бурел, Малешево, Влахина й Огражден. Відвідав понад 100 країн.
До 2010 року був головою Національної комісії з географії й організатором Національної олімпіади з географії. Ініціатор і голова Організаційного комітету з проведення Першого географічного фестивалю в Ямболі 24-25 квітня 2015 і Болгарського географічного фестивалю в Казанлику 16-17 квітня 2016. Консультант ряду екологічних проектів щодо збереження біологічного різноманіття та природоохоронних утворень. Член колективу з розробок проектів оптимізації природного середовища в районах Враца, Сливен, Златица – Пірдоп, Благоєвград, Бобовдол, Земен.

## Наукові праці
Наукові інтереси Румена Пеніна — ландшафтознавство, моніторинг та охорона довкілля, регіональні екологічні проблеми. Автор 80 популярних статей і 130 наукових праць, книг, 70 підручників та навчальних посібників з географії для учнів середньої школи. Одні з найбільш відомих публікацій:
- Пенин, Р. Природна география на България, София, Булвест 2000, 2007. ISBN 978-954-18-0546-6
- Penin, R. Physical Geography of Bulgaria. Sofia, Bulvest 2000, 2012. ISBN 9789541807541
- Пенин, Р. Терминологичен речник по физическа география и ландшафтна екология. София, Булвест 2000, 2007. ISBN 978-954-18-0547-3
- Пенин, Р. Ръководство за практически занятия по геохимия на ландшафтите. София, УИ «Св. Кл. Охридски», 1997. ISBN 954-07-0358-1
- Велчев, А., Р. Пенин, Н. Тодоров, М. Контева. Ландшафтна география на България. София, Булвест 2000, 2011. ISBN 978-954-18-0782-8
- Контева, М., Р. Пенин. Ръководство по Природна география на света. София, УИ «Св. Кл. Охридски», АИ «Проф. М. Дринов», 1999. ISBN 954-430-641-2
- Пенин. Р. Многоезичен терминологичен речник по физическа география. София, Булвест 2000, 2003. ISBN 954-18-0286-9
- Велчев А. и др. Физикогеографски и ландщафтни изследвания в района на Земенския стационар. София, Булвест 2000, 1993. ISBN 954-07-0124-4
- 40 години Катедра Ландшафтознание и опазване на природната среда. София, Булвест 2000, 2013. ISBN 978-954-18-0902-0
- Пенин, Р. География на континентите и океаните. София, Булвест 2000, 2001. ISBN 954-18-0184-6